# Constantin Holzer-Defanti

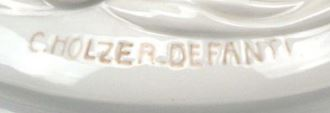
Signatur von Constantin Holzer-Defanti

Constantin Holzer-Defanti (* 1881 in Wien; † 1951 in Linz) war ein österreichischer Bildhauer und Porzellanbildner.

## Leben
Holzer-Defanti Vater war der Bildhauer Eugen Holzer, der aus Tarvis in der Landschaft Friaul im Nordosten Italiens stammte. Holzer-Defanti erhielt seine Ausbildung zunächst bei seinem Onkel in Trient. Später studierte an der Akademie in München bei Wilhelm von Rümann, dessen Meisterschüler er wurde. Von 1918 und 1927 lebte er in Selb, wo er als Entwerfer für die Porzellanmanufakturen Hutschenreuther, Rosenthal und kurzzeitig auch für die Porzellanfabrik Fraureuth  tätig war. Von 1927 bis 1935 arbeitete der Bildhauer in München, zeitweilig auch in Italien. Ab 1935 lehrte er an der Kunstgewerbeschule in Linz, wo er 1951 verstarb.

## Werke (Auswahl)
Holzer-Defantis Arbeiten führen über den Jugendstil hinaus zum Art déco. Seine figürlichen Entwürfe für die genannten Manufakturen ähneln sich stark und zeigen als Hauptmotiv vorwiegend den bewegten weiblichen Körper, den er in verschiedenen Posen darstellte. Anregungen hierfür lieferten ihm bekannte Tänzerinnen der 1920er Jahre wie Lo Hesse und Anita Berber. Zu seinen bekanntesten Werken gehören der Koreanische Tanz von 1919 oder die Pierrette von 1920, beide für Rosenthal. Im Bestand des Germanischen Nationalmuseums in Nürnberg befindet sich die Porzellanfigur Faun, die Holzer-Defanti 1926/1927 für Hutschenreuther entwarf. Andere seiner Arbeiten tragen Titel wie:
- Siamesische Tänzerin, 1900–1950
- Aschermittwoch, 1919
- Der sterbende Schwan, inspiriert von Anna Pawlowa, 1919
- Säbeltänzer Tschaokiun, inspiriert von Joachim von Seewitz, 1919
- Putto mit Weintrauben, 1920
- Cabaret, 1920–1929
- Kniender Pierrot mit Blumenstrauß, 1921–1922
- Indische Tänzerin, 1923
- Gratulant, kniender Pierrot, 1923
- Rattenfänger, 1923
- Tanzender Harlekin und Columbine, 1925
- Banjospielerin, 1926
- Orientalische Tänzerin mit Kugel, 1926
- Lustiger Marsch, inspiriert von Lena Amsel
- Trommler
- Sobeide, inspiriert von Tamara Karsawina
- Figurengruppe Zwei Freunde
- Deckeldose mit Buddha